# Heritage Cup
Der Heritage Cup ist ein internationales Box-Lacrosse-Turnier, das alle zwei Jahre stattfindet.

## Heritage Cup 2002
Der erste Heritage Cup fand am 2. Oktober 2002 im Hershey Center in Mississauga, Ontario statt. Das Team der USA spielte gegen das Team Kanadas. Die USA gewann mit 21:16.

### Kader
Vereinigte Staaten
| Name            | Position     | NLL Team     |
| --------------- | ------------ | ------------ |
| Jake Bergey     | Angriff      | Philadelphia |
| Richard Brzeski | Verteidigung | Philadelphia |
| Roy Colsey      | Angriff      | New Jersey   |
| Hugh Donovan    | Verteidigung | Colorado     |
| Kevin Finneran  | Angriff      | Philadelphia |
| Jamie Hanford   | Verteidigung | New Jersey   |
| Peter Jacobs    | Verteidigung | Philadelphia |
| Jay Jalbert     | Verteidigung | Philadelphia |
| Dwight Maetche  | Tor          | Vancouver    |
| Pat McCabe      | Verteidigung | New York     |
| Erik Miller     | Tor          | Colorado     |
| Mark Millon     | Angriff      | Philadelphia |
| Chris Panos     | Angriff      | Calgary      |
| Brian Reese     | Verteidigung | Colorado     |
| Mike Regan      | Angriff      | Albany       |
| Tom Ryan        | Angriff      | Philadelphia |
| Tom Slate       | Verteidigung | Philadelphia |
| Dave Stilley    | Verteidigung | Philadelphia |
| Tim Soudan      | Angriff      | Rochester    |
| Regy Thorpe     | Verteidigung | Rochester    |

Cheftrainer: Darris Kilgour (Buffalo), Tony Resch (Philadelphia).

KANADA
| Name           | Position     | NLL Team  |
| -------------- | ------------ | --------- |
| Rob Blasdell   | Tor          | Albany    |
| Glenn Clark    | Verteidigung | Toronto   |
| Anthony Cosmo  | Tor          | Toronto   |
| Pat Coyle      | Verteidigung | Toronto   |
| Colin Doyle    | Angriff      | Toronto   |
| Gary Gait      | Angriff      | Colorado  |
| John Grant Jr. | Angriff      | Rochester |
| Tracey Kelusky | Angriff      | Montreal  |
| Curt Malawsky  | Angriff      | Rochester |
| Blaine Manning | Angriff      | Toronto   |
| Jim Moss       | Verteidigung | Albany    |
| Gavin Prout    | Angriff      | New York  |
| Josh Sanderson | Angriff      | Albany    |
| Dan Stroup     | Angriff      | Toronto   |
| Dan Teat       | Angriff      | Albany    |
| Steve Toll     | Angriff      | Toronto   |
| John Tavares   | Angriff      | Buffalo   |
| Jim Veltman    | Angriff      | Toronto   |
| Bob Watson     | Tor          | Toronto   |
| Cam Woods      | Verteidigung | Albany    |

Cheftrainer: Les Bartley (Toronto).

## Heritage Cup 2004
Der Heritage Cup 2004 fand im Pepsi Center in Denver, Colorado am 13. Oktober 2004 statt. Die beiden gegeneinander spielenden Teams waren wieder die USA und Kanada. Dieses Mal gewann Kanada deutlich mit 17:8.

### Kader
Vereinigte Staaten
| Nummer | Name             | Position     | Ausrichtung | Alter | NLL Team     |
| ------ | ---------------- | ------------ | ----------- | ----- | ------------ |
| 1      | Dwight Maetche   | Tor          | Rechts      | 41    | Vancouver    |
| 2      | Erik Miller      | Tor          | Rechts      | 33    | Colorado     |
| 4      | Josh Sims        | Angriff      | Links       | 26    | Colorado     |
| 5      | Jamie Hanford    | Verteidigung | Rechts      | 29    | Colorado     |
| 6      | Brian Langtry    | Angriff      | Rechts      | 28    | Colorado     |
| 9      | Keith Cromwell   | Angriff      | Links       | 25    | Philadelphia |
| 10     | Jay Jalbert      | Verteidigung | Rechts      | 27    | Colorado     |
| 71     | Regy Thorpe      | Verteidigung | Rechts      | 33    | Rochester    |
| 11     | Kevin Finneran   | Angriff      | Links       | 37    | -            |
| 13     | John Rosa        | Verteidigung | Links       | 34    | Anaheim      |
| 15     | Jeff Sonke       | Verteidigung | Links       | 25    | Colorado     |
| 20     | Scott Stapleford | Verteidigung | Links       | 23    | Colorado     |
| 21     | Mike Regan       | Verteidigung | Rechts      | 26    | San Jose     |
| 22     | Ryan Powell      | Verteidigung | Rechts      | 26    | Anaheim      |
| 27     | Dan Marohl       | Verteidigung | Rechts      | 26    | Philadelphia |
| 32     | Shawn Nadelen    | Verteidigung | Links       | 25    | Philadelphia |
| 34     | Brian Reese      | Verteidigung | Rechts      | 28    | Colorado     |
| 41     | Nicky Polanco    | Verteidigung | Rechts      | 24    | -            |
| 55     | Chris Panos      | Angriff      | Links       | 30    | Anaheim      |
| 77     | Dave Stilley     | Verteidigung | Rechts      | 30    | Colorado     |

Cheftrainer: Tony Resch

Assistenz-Trainer: Jamie Batley

Assistenz-Trainer: Jimmy Rogers

General Manager: Steve Govett

KANADA
| Nummer | Name           | Position     | Ausrichtung | Alter | NLL Team  |
| ------ | -------------- | ------------ | ----------- | ----- | --------- |
| 6      | Dan Dawson     | Angriff      | Rechts      | 23    | Arizona   |
| 7      | Colin Doyle    | Angriff      | Links       | 27    | Toronto   |
| 9      | Kaleb Toth     | Angriff      | Rechts      | 27    | Calgary   |
| 10     | Gavin Prout    | Angriff      | Rechts      | 26    | Colorado  |
| 11     | John Tavares   | Angriff      | Links       | 36    | Buffalo   |
| 15     | Rob Kirkby     | Verteidigung | Rechts      | 25    | Calgary   |
| 16     | Blaine Manning | Angriff      | Rechts      | 25    | Toronto   |
| 17     | Steve Toll     | Angriff      | Rechts      | 30    | San Jose  |
| 22     | Gary Gait      | Angriff      | Links       | 37    | Colorado  |
| 23     | Cam Woods      | Verteidigung | Rechts      | 28    | San Jose  |
| 24     | John Grant Jr  | Angriff      | Rechts      | 29    | Rochester |
| 27     | Peter Lough    | Angriff      | Rechts      | 29    | Arizona   |
| 32     | Jim Veltman    | Angriff      | Links       | 38    | Toronto   |
| 38     | Gord Nash      | Tor          | Links       | 26    | Colorado  |
| 39     | Pat O’Toole    | Tor          | Rechts      | 33    | Rochester |
| 40     | Ian Rubel      | Verteidigung | Links       | 26    | Toronto   |
| 44     | Anthony Cosmo  | Tor          | Links       | 27    | Toronto   |
| 45     | Taylor Wray    | Verteidigung | Rechts      | 23    | Calgary   |
| 55     | Jim Moss       | Verteidigung | Rechts      | 27    | San Jose  |
| 71     | Tracey Kelusky | Angriff      | Rechts      | 29    | Calgary   |

Cheftrainer: Les Bartley

Assistenz-Trainer: Walt Christianson

Assistenz-Trainer: Ed Comeau

Assistenz-Trainer: Bob McMahon

General Manager: Johnny Mouradian